# Macaíba (tiểu vùng)
Macaíba là một tiểu vùng thuộc bang Rio Grande do Norte, Brasil. Tiều vùng này có diện tích 2103 km², dân số năm 2007 là 240695 người.